# 漢科哈克山
16°35′54″S 68°58′26″W / 16.59833°S 68.97389°W

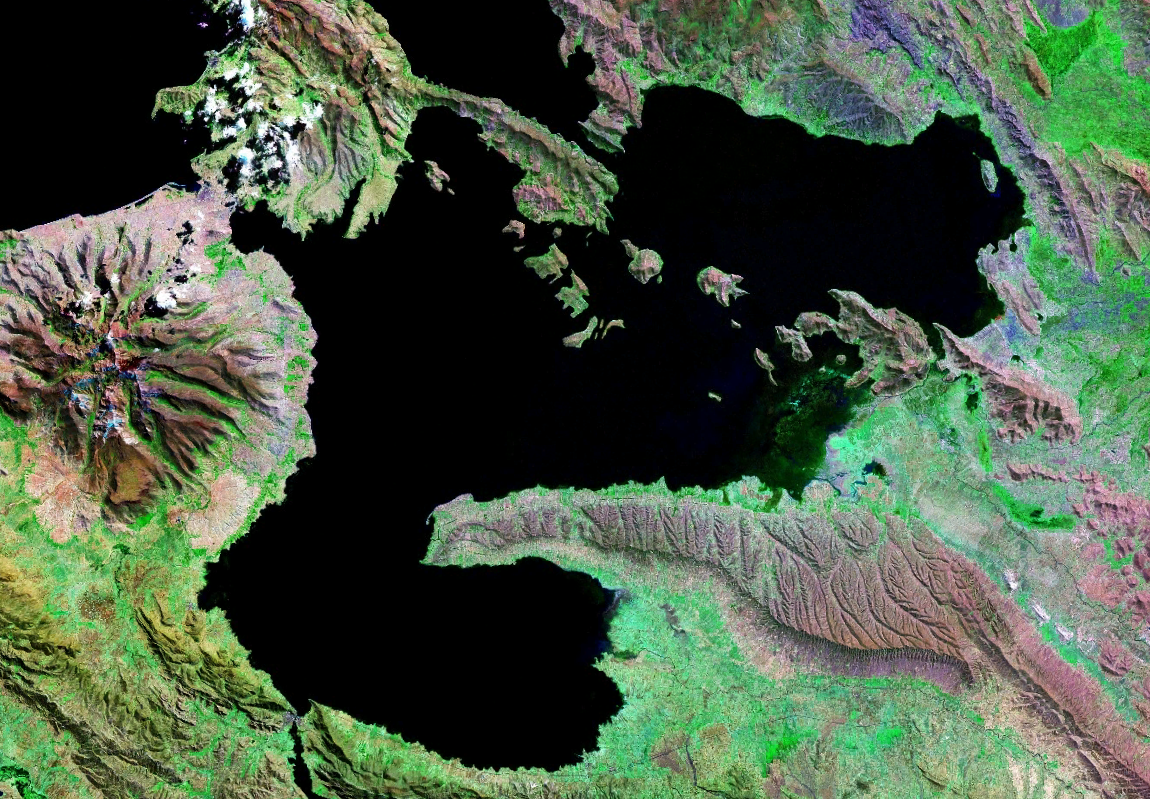

漢科哈克山（Janq'u Jaqhi），是玻利維亞的山峰，位於該國西部拉巴斯省的因加維省，處於維尼亞馬爾卡湖以南，屬於安第斯山脈中奇利亞-基姆薩查塔山脈的一部分，海拔高度4,254米。